# Лапорт, Освальдо
 Освальдо Лапорт (исп. Osvaldo Laport) — уругвайский певец, актёр театра и кино.

## Биография
Освальдо родился 12 августа 1956 года в уругвайской деревне Хуан-Лакасе (исп. Juan Lacaze). Хотя многим это место известно как Пуэрто-Сос. Посёлок находится рядом с Рио-де-ла-Плата (исп. Rio De La Plata) в нескольких километрах от Кельны. Освальдо - третий ребёнок из четырёх братьев. Старшие — Луис и Даниэль, а младший — Хакелин. Его мать Тереса Лапорт посвятила свою жизнь воспитанию детей, пока его отец Рубенс Удакиола работал на поселковой фабрике.
Когда Освальдо исполнилось 20 лет, он приехал в Буэнос-Айрес без денег, без документов, но у него была заветная мечта превратиться в известного актёра. Чтобы продолжать учёбу в театре и платить за бедную комнату в отеле в центре Буэнос-Айреса, ему пришлось стать каменщиком, служащим склада, приходилось работать клоуном. Это были трудные времена в его жизни. Случалось, что ему нечего было есть, он навсегда запомнил эту боль в желудке от голода. Чтобы выйти из такой жизни, ему понадобилось 20 лет, было сыграно много второстепенных ролей, было много путешествий и успеха по всей Европе. Многие аргентинские женщины умирали от любви к нему.

## Семья
Его жена Вивиана Саэс (исп. Viviana Sáez), актриса. С 21 года она живёт с Освальдо, хотя они до сих пор официально не зарегистрировали свои отношения. В 1995 году у пары родилась долгожданная дочь Жасмин (исп. Jazmín). Их история любви началась холодным осенним вечером 1979 года. Освальдо и Вивиана учились театральному искусству в школе "Луис Таска". Он был самым старшим учеником, начал учиться 12 августа 1976 года, спустя 2 дня после приезда в Аргентину из Хуан-Лакасе. Вивиана была новенькой, недавно окончившей школу театра, старшей дочерью рабочего склада района Де-Бока.
1 марта 2011 года после продолжительной болезни ушла из жизни мама Освальдо Лапорта — Тереса Лапорт (исп. Teresa Natividad Soria Laport).

## Творчество
В 1980 году Луис Таска (Luis Tasca), его учитель по театральному искусству, позвал его для участия в пьесе «Прощай, детство» в театре на улице Корриентес. В 1981 году директор Сантьяго Дория, который заметил Освальдо в других театральных работах, предложил ему главную роль в сериале «Его зовут Эрнесто».
В 1983 году Луис Таска снова протянул ему руку помощи и порекомендовал его на главную роль в теленовелле с Вероникой Кастро «Лицом к лицу» («Cara a cara»).
Все роли Освальдо воплотились в «Лиси Бонелли», 1984, «Люди как люди» («Gente como la gente»), 1985, «Твёрдый как скала, хрупкий как стекло» («Duro como la roca, frágil como el cristal»), 1986, «Звёздочка моя» («Estrellita mía»), 1987, «Наши миры» («Tu mundo y el mío»), 1987-1988 и «Страсти» («Pasiones»), 1989. В 1990 году Пепе Крусильян предложил ему сыграть главную роль в венесуэльском сериале с Жанетт Родригес (Jeanette Rodríguez), речь шла о ремейке сериала «Бедный дьявол» («Pobre diabla»). В 1991 году большой успех в Аргентине и Европе ему принёс фильм, где он сыграл главную роль вместе с Луисой Кулиок (Luisa Kuliok), производства Омара Ромая, «Собирая твой урожай» («Cosecharás tu siembra»).
С этого момента продолжается его успех: «Немного дальше, за горизонтом» (Mas allá del horizonte (Milagros)), 1993, «День, когда меня ты любишь» (El día que me quieras), 1995, «Модели 90-60-90» (90-60-90 modelos), 1996, «Последнее лето» (El último verano), 1996, «Миледи, история продолжается» (Milady, la historia continua), 1998, а также он сыграл роль, за которую он получил премию Мартина Фьерро как лучший актёр комедии «Чемпионы» (Campeones de la vida), 1999/2000, где он играл Гидо Гевара, грубого, но сентиментального боксёра. Также он участвовал в театральных постановках вместе с известной актрисой театра и кино Соледад Сильвейра.
В 2005 году Освальдо получил премию "Мартин Фьерро" в номинации «Лучший актёр комедии» в очень успешном сериале «Телохранитель». («Amor en custodia»), где он играл телохранителя бизнес-леди в исполнении Соледад Сильвейра. Этот сериал показывался во многих странах мира, в том числе и в России, и везде пользовался большим успехом у зрителей.
Параллельно с актёрской деятельностью, Освальдо даёт старт своей музыкальной карьере и начинает запись своего первого альбома «Ojalá» («Дай Бог!»), одна из песен которого является саундтреком сериала «Изумрудное ожерелье» («Collar de esmeraldas», 2006), за работу в котором он вновь номинируется на премию "Мартин Фьерро", как лучший актёр сериала.
Но, несмотря на большую занятость, Освальдо в 2007 году участвует в новом проекте "Canal 13" «Семейка Фьерро» («Son de Fierro»), где Лапорт играет главу семейства Фьерро. Этот сериал пользуется большой популярностью в Аргентине, за работу в котором Освальдо также номинируется на премию "Мартин Фьерро".
В 2010 году Освальдо Лапорт начал работу над своим вторым музыкальным альбомом, а также участвует в съёмках новой комедии «Кто-нибудь, кто меня полюбит», («Alguien que me quierra»).
В России известен по сериалу "Девушка по имени Судьба" ("Milagros" на заставке), в котором он сыграл сразу две роли - капитана Энрике Муниса (Enrique Muniz) и позже его сына индейца Катриэля (которого изначально мать назвала Адальберто) (Cathriel)

### Музыка
Освальдо Лапорт в 2007 году выпустил свой первый музыкальный диск «Ojalá»(«Дай Бог!»), но работа над ним велась довольно долго - несколько лет. Освальдо всегда хотел петь, ещё с детства любовь к пению ему привил его отец Рубенс Удакиола. Для записи этого альбома были приглашены лучшие композиторы и поэты Аргентины, работавшие со многими звёздами эстрады Латинской Америки. Во время записи диска Освальдо участвовал в съёмках сериала «Изумрудное ожерелье», поэтому ему приходилось приезжать на студию звукозаписи поздно вечером, нередко приходилось записывать песни и по ночам. Параллельно он брал уроки пения вместе со своей женой Вивианой Саэс.
В записи альбома также принимали участие: Polako Wengrowski, Yair Dori.
В этом альбоме есть три песни, слова для которых Освальдо написал сам («Guardián de tu piel», «Entrégate» и «Te tengo que encontrar» - саундтрек к сериалу «Изумрудное ожерелье»)
Продюсером выступил Marcelo Wengrowski, который работал над альбомами "Diego Torres", "Floricienta" (сериал), "Alma pirata" (сериал) и другими.
Также поучаствовали: Guillermo Vadalá (басист Fito Páez), Daniel Ávila (ударник Alejandro Lerner), Sebastián Fuchi — клавишник, и сам Marcelo Wengrowski на гитаре, Willy Lorenzo — хор, и квартет Alejandro Terán, который работал над симфоническим альбомом Gustavo Cerati.
В альбом «Ojalá» вошли следующие композиции:
- Ansiedad (Тоска)
- Ojalá (Дай Бог!)
- Guardián de tu piel (Страж твоей кожи)
- Piel de tango (В ритме танго)
- Vivo para amarte (Живу, чтобы тебя любить)
- Se le parece al amor (Кажется, это любовь)
- Aléjate (Уйди)
- Como volver a amar (Как вновь полюбить)
- Se nos rompió el amor (Наша любовь сломалась)
- Entrégate (Отдайся)
- Tristeza amarga (Горькая тоска)
- Te tengo que encontrar (Мне необходимо тебя встретить)

В 2009 году Лапорт начал работу над вторым альбомом «Resonancia», а в 2010 году Освальдо совершил музыкальное турне по Аргентине и Уругваю с презентацией своего второго альбома.

### Фильмография
- 1981 — Его зовут Эрнесто (Se llama Ernesto), Аргентина
- 1983 — Лицом к лицу (Cara a cara), Мексика
- 1985 — Люди как люди (Gente como la gente), Аргентина
- 1986 — Твёрдый как скала, хрупкий как стекло (Duro como la roca, frágil como el cristal) Аргентина
- 1987 — Звёздочка моя (Estrellita mía), Аргентина
- 1988 — Страсти (Pasiones), Аргентина
- 1990 — Чертёнок (Pobre diabla), Венесуэла
- 1991 — Что посеешь, то и пожнёшь (Cosecharás tu siembra), Аргентина
- 1993 — Девушка по имени Судьба (Mas allá del horizonte (Milagros)), Аргентина
- 1995 — День, когда ты меня полюбишь (El día que me quieras), Аргентина
- 1996 — Модели 90-60-90 (90-60-90 modelos), Аргентина
- 1996 — Последнее лето (El último verano), Аргентина
- 1998 — Миледи, история продолжается (Milady, la historia continua), Аргентина
- 1998 — Сусана Хименес (Susana Giménez), Аргентина
- 1999 — Чемпионы (Campeones de la vida), Аргентина
- 2001 — Проклятый кокаин (Maldita cocaína — Cacería en punta del este), Уругвай-Аргентина, фильм
- 2002 — Влюблённые в танго (Franco Buenaventura, el profe), Аргентина
- 2003 — Цыганская кровь (Soy gitano), Аргентина
- 2005 — Телохранитель (Amor en custodia), Аргентина
- 2005 — Плохие девчонки (Brujas), Чили
- 2005 — Ангел (Sólo un ángel), Аргентина, фильм
- 2006 — Изумрудное ожерелье (Collar de  esmeraldas), Аргентина
- 2007 — Семейство Фьерро (Son de Fierro), Аргентина
- 2008 — Партнёрши (Socias), Аргентина
- 2010 — Кто-нибудь, кто бы полюбил меня (Alguien que me quierra), Аргентина

### Театр
- 1980 — Прощай детство (Adiós, niñez), Аргентина
- 1998 — Синяя комната (El cuarto azul), Аргентина
- 2005 — Такси 2 (Taxi 2), Аргентина

### Награды
| Год  | Номинация            | Новелла                                     | Результат   |
| ---- | -------------------- | ------------------------------------------- | ----------- |
| 1999 | Лучший актёр комедии | Чемпионы, (Campeones de la vida)            | Победитель  |
| 2001 | Лучший актёр комедии | Чемпионы, (Campeones de la vida)            | Номинирован |
| 2005 | Лучший актёр комедии | Телохранитель, (Amor en custodia)           | Победитель  |
| 2006 | Лучший актёр сериала | Изумрудное ожерелье, (Collar de esmeraldas) | Номинирован |
| 2007 | Лучший актёр комедии | Семейка Фьерро, (Son de Fierro)             | Номинирован |

## Благотворительность
В ходе церемонии в Буэнос-Айресе 10 октября 2006 года Освальдо Лапорт был назначен Послом доброй воли УВКБ ООН, (исп. ACNUR). Он является первым представителем Латинской Америки, удостоенный этого звания. Уругвайский актёр, таким образом, стал седьмым в списке послов доброй воли, в котором значатся такие знаменитости, как актриса Анджелина Джоли (Angelina Jolie), дизайнер одежды Джорджо Армани (Giorgio Armani), музыкант Джордж Даларас (George Dalaras), певица Барбара Хендрикс (Barbara Hendricks), актёр Адель Имам (Adel Imam), певец Жюльен Клерк (Julien Clerc) и Хесус Васкес (Jesús Vázquez).
Впервые он начал сотрудничество с этой организацией в 2004 году, когда он запустил свою линию туалетной воды для мужчин «Время для мира» (исп. Tiempo de Paz), процент с продаж которой он пожертвовал организации по делам беженцев. Лапорт продолжал оказывать содействие работе УВКБ во время публичных выступлений и пресс-конференций. В марте 2005 года, он обратил внимание на женщин-беженцев, проживающих в Аргентине, где он теперь живёт. Он также присутствовал на Международном женском дне (8 марта) - мероприятии, организованном УВКБ и местными организациями.
В следующем месяце он встретился с беженцами из Шри-Ланки, Нигерии, Перу, Колумбии и Афганистана во время широко освещённого визита в Сантьяго, Чили.
Лапорт вновь принял участие во Всемирном дне беженцев в 2005 году. В Буэнос-Айресе он встретился с беженцами из 20 различных стран. Участвовал в передачах на радио и телевидении, где отмечал работу УВКБ ООН и затрагивал проблемы беженцев.
В сентябре 2006 года он сопровождал группу беженцев из латиноамериканских, азиатских и африканских стран, когда они передали петицию парламенту о прошении Конгресса Аргентины ускорить работу над проектом закона о беженцах, утверждённым в 2005 году в верхней палате.
В 2009 году Лапорт провёл свой первый визит за пределами Южной Америки в качестве посла доброй воли УВКБ ООН. Он посетил лагеря для вынужденных переселенцев в восточных провинциях Демократической Республики Конго. Документальный фильм об этом визите был показан в ряде стран Южной Америки.
После визита в Северное Киву, одну из провинций, наиболее пострадавших от вооружённых столкновений, он подчеркнул необходимость того, чтобы дети лиц, перемещённых внутри страны, посещали школы, а также подчеркнул необходимость решения проблемы гендерного насилия.
В ноябре 2010 года Освальдо Лапорт посетил Эквадор. Это его второй зарубежный визит в качестве посла доброй воли УВКБ ООН. Лапорт встретился с городскими беженцами в столице Кито, а также с насильственно перемещёнными колумбийцами, проживающими в отдалённых районах на севере Эквадора. Актёр после встречи с колумбийскими беженцами в городских и сельских районах Эквадора заявил, что он был поражен тем, насколько всё ещё травмированными остаются многие из насильственно перемещённых лиц, и остался впечатлён великодушием и теплотой местного населения по отношению к беженцам.